# Таки, Бен
Бенджамин Таки более известный как Бэн Таки (англ. Benjamin Tackie, родился 23 июля 1973 в Аккра, Гана) — боксёр-профессионал из Ганы, выступающий в суперлегкой весовой категории.

## Таблица профессиональных поединков
В таблице перечислены результаты всех поединков боксёров.
В каждой строке указан результат поединка. Дополнительно номер поединка обозначен цветом, который обозначает итог поединка. Расшифровка обозначений и цветов представлена в нижеследующей таблице.
| Пример | Расшифровка                     |
| ------ | ------------------------------- |
|        | Победа                          |
|        | Ничья                           |
|        | Поражение                       |
|        | Планируемый поединок            |
|        | Поединок признан несостоявшимся |
| КО     | Нокаут                          |
| ТКО    | Технический нокаут              |
| PTS    | Решение судей (по очкам)        |
| UD     | Единогласное решение судей      |
| MD     | Решение большинства судей       |
| SD     | Раздельное решение судей        |
| RTD    | Отказ от продолжения боя        |
| DQ     | Дисквалификация                 |
| NC     | Поединок признан несостоявшимся |

| 44 поединка, 31 побед (18 нокаутом), 13 поражений. | 44 поединка, 31 побед (18 нокаутом), 13 поражений. | 44 поединка, 31 побед (18 нокаутом), 13 поражений. | 44 поединка, 31 побед (18 нокаутом), 13 поражений. | 44 поединка, 31 побед (18 нокаутом), 13 поражений. | 44 поединка, 31 побед (18 нокаутом), 13 поражений. | 44 поединка, 31 побед (18 нокаутом), 13 поражений. |
| Бой                                                | Рекорд                                             | Дата                                               | Соперник                                           | Место боя                                          | Результат                                          | Данные о бое                                       |
| -------------------------------------------------- | -------------------------------------------------- | -------------------------------------------------- | -------------------------------------------------- | -------------------------------------------------- | -------------------------------------------------- | -------------------------------------------------- |
| 44                                                 | 31-13                                              | 10 октября 2015                                    | Рамон Альварес (21-4-2)                            | Arena Ciudad de Mexico, Мехико, Мексика            | TKO 4 (10), 1:52                                   |                                                    |
| 43                                                 | 31-12                                              | 8 марта 2014                                       | Габриэль Адоку (14-4-18)                           | Аккра, City Engineers Yard, Гана                   | TKO 4 (8), 2:47                                    |                                                    |
| Бой                                                | Рекорд                                             | Дата                                               | Соперник                                           | Место боя                                          | Результат                                          | Данные о бое                                       |